# Кубок Австрії з футболу 1933—1934
Кубок Австрії 1933/34 — 16-й розіграш турніру. Переможцем змагань втретє став столичний клуб ««Адміра»».

## Чвертьфінал
| Команда 1       | Рахунок | Команда 2          |
| --------------- | ------- | ------------------ |
| 7 березня 1934  |         |                    |
| «Відень»        | 2:1     | «Вієнна»           |
| 14 березня 1934 |         |                    |
| «Рапід»         | 7:1     | «Вінер Шпорт-Клуб» |
| 21 березня 1934 |         |                    |
| «Аустрія»       | 2:4     | «Адміра»           |
| 22 березня 1934 |         |                    |
| «Вінер АК»      | 0:1     | «Флорідсдорфер»    |

## Півфінал
| Команда 1      | Рахунок | Команда 2 |
| -------------- | ------- | --------- |
| 10 квітня 1934 |         |           |
| «Адміра»       | 4:1     | «Рапід»   |
| 11 квітня 1934 |         |           |
| «Рапід»        | 3:2     | «Відень»  |

## Фінал
| 10 травня 1934 |

| «Адміра»                                              | 8 – 0 | «Рапід» |
| ----------------------------------------------------- | ----- | ------- |
| 6' 78' 83' Ганеманн 24' 26' 28' Шалль 27' 84' А.Фогль | Звіт  |         |

| «Пратер» (Відень) Глядачів: 32 000 Арбітр: Лео Скалка |

«Адміра»: Петер Пляцер, Роберт Павлічек, Антон Янда, Йоганн Урбанек, Карл Гуменбергер (к), Йозеф Міршицка, Леопольд Фогль, Вільгельм Ганеманн, Карл Штойбер, Антон Шалль, Адольф Фогль, тренери: Ганс Козоурек, Йоганн Сколаут.
«Рапід»: Рудольф Рафтль, Карл Єстраб, Людвіг Таучек, Франц Вагнер, Йозеф Смістик, Ганс Пессер, Йоганн Остерманн, Франц Веселік (к), Йозеф Біцан, Франц Біндер, Йоганн Луеф, тренери: Діоніс Шенекер, Едуард Бауер.